# Damien Wilkins
Damien Lamont Wilkins (Washington, 11 gennaio 1980) è un ex cestista statunitense.
Giocava prevalentemente nel ruolo di guardia tiratrice.

## Carriera
Alto 198 cm, con un peso forma di 102 kg, ha due parenti molto famosi: il padre, Gerald Wilkins, e lo zio, Dominique Wilkins, per 9 volte All-Star.

### College
Ha frequentato la Dr. Philips High School, a Orlando, per poi trasferirsi nell'università del North Carolina. Due anni dopo aver frequentato la NCSU (North Carolina State University), si è trasferito nell'università della Georgia. Damien aveva intenzione di rendersi eleggibile per il draft NBA del 2001, ma cambiò idea trasferendosi in Georgia.

### NBA
Nel 2004, dopo due anni passati in università realizzando buone prestazioni, disputò un'eccellente Summer League nei Seattle SuperSonics e la dirigenza della squadra decise di farlo entrare nel team. La sua stagione da rookie fu tutto sommato discreta; realizzò il suo high-score di 21 punti contro Portland il 24 marzo 2005 con tanto di tiro della vittoria. Nella sua stagione da debuttante Wilkins, su 29 partite disputate, ne giocò anche 7 da titolare, complici gli infortuni che falcidiarono in quel periodo la squadra. Anche nei play-off 2005, Wilkins dimostrò il suo discreto potenziale, in particolare nella quarta gara contro i San Antonio Spurs, dove ottenne 15 punti, 6 rimbalzi e 5 palle rubate.
Nel 2007, complici gli addii di Ray Allen e Rashard Lewis, Damien Wilkins titolare in 31 partite su 76 giocate ed ha anche notevolmente migliorato il suo high-score, alzandolo a 41 punti, realizzati contro gli Atlanta Hawks il 16 novembre 2007. In quella partita Wilkins ottenne anche 9 rimbalzi.

## Palmarès
- McDonald's All-American Game (1999)
- All-NBDL Third Team (2015)